# 3853 Haas
3853 Haas (1981 WG1) là một tiểu hành tinh vành đai chính được phát hiện ngày 24 tháng 11 năm 1981 bởi Edward L. G. Bowell ở trạm Anderson Mesa thuộc Đài thiên văn Lowell ở Flagstaff, Arizona.